# Quincerot (Yonne)
Quincerot is een gemeente in het Franse departement Yonne (regio Bourgogne-Franche-Comté) en telt 75 inwoners (2009). De plaats maakt deel uit van het arrondissement Avallon.

## Geografie
De oppervlakte van Quincerot bedraagt 9,9 km², de bevolkingsdichtheid is dus 7,6 inwoners per km².
De onderstaande kaart toont de ligging van Quincerot (Yonne) met de belangrijkste infrastructuur en aangrenzende gemeenten.

## Demografie
Onderstaande figuur toont het verloop van het inwonertal (bron: INSEE-tellingen).
1. ↑  Populations de référence 2022.